# Bellou-sur-Huisne
Bellou-sur-Huisne – miejscowość i dawna gmina we Francji, w regionie Normandia, w departamencie Orne. W 2013 roku jej populacja wynosiła 439 mieszkańców. 
W dniu 1 stycznia 2016 roku z połączenia trzech ówczesnych gmin – Bellou-sur-Huisne, Dorceau oraz Rémalard – utworzono nową gminę Rémalard-en-Perche. Siedzibą gminy została miejscowość Rémalard. 